# Слобода Люшевская
Слобода Люшевская (бел. Слабада Люшаўская) — деревня в Липиничском сельсовете Буда-Кошелёвского района Гомельской области Белоруссии.

## География

### Расположение
В 19 км на северо-запад от Буда-Кошелёво, 67 км от Гомеля, 3 км от железнодорожной станции Салтановка (на линии Жлобин — Гомель). На севере перегрузочный пункт железнодорожной станции Салтановка.

## Транспортная сеть
Транспортные связи по просёлочной, затем автомобильной дороге Жлобин — Гомель. Планировка состоит из короткой прямолинейной меридиональной улицы, к которой на юге присоединяется вторая короткая улица. Застройка двусторонняя усадебного типа.

## История
Обнаруженный археологами курганный могильник (10 насыпей, на территории современного кладбища) свидетельствует о заселении этих мест с давних времён. По письменным источникам известна с XIX века как деревня в Староруднянской волости Рогачёвского уезда Могилёвской губернии. Хозяин одноимённого фольварка владел в 1860 году 521 десятиной земли. Во втором фольварке было 196 десятин земли. По переписи 1897 года находился хлебозапасный магазин. В 1909 году 611 десятин земли. В 1910 году открыта школа, которая разместилась в наёмном крестьянском доме, а в начале 1920-х годов для неё было выделено национализированное здание.
В 1925 году в Буда-Люшевском сельсовете Буда-Кошелёвского района Бобруйского округа. В 1930 году организован колхоз «Красный пахарь», работали кузница и шерсточесальня. Во время Великой Отечественной войны в боях против оккупантов погибли 113 советских солдат (похоронены в братской могиле на северо-восточной окраине). 37 жителей деревни погибли на фронтах Великой Отечественной войны. В 1959 году в составе колхоза имени В. И. Ленина (центр — деревня Буда Люшевская).
До 16 декабря 2009 года в составе Буда-Люшевского сельсовета.

## Население

### Численность
- 2004 год — 20 хозяйств, 30 жителей.

### Динамика
- 1858 год — 10 дворов.
- 1897 год — 44 двора, 285 жителей (согласно переписи).
- 1909 год — 337 жителей.
- 1925 год — 49 дворов.
- 1959 год — 215 жителей (согласно переписи).
- 2004 год — 20 хозяйств, 30 жителей.

## Достопримечательность
- Братская могила (1941-1944) —  Историко-культурная ценность Республики Беларусь, шифр 313Д000139